# Zhu Xi
Zhu Xi of Chu Hsi (18 oktober 1130–23 april 1200) (jiaxiang: Jiangxi, Huizhou, Wuyuan) was een confucianistische geleerde ten tijde van de Song-dynastie en groeide uit tot een van de belangrijkste neo-confucianisten in China. Gedurende enige tijd onderwees hij aan de beroemde Academie van de Grot van het Witte Hert. Zhu Xi had ook grote invloed in Japan, waar zijn volgelingen de Shushigaku-school genoemd werden.
De eerbiedige naam van Zhu Xi is Zhu Zi (朱子).
Ten tijde van de Song-dynastie werd de leer van Zhu Xi beschouwd als onorthodox. Zhu Xi en zijn medegeleerden codificeerden wat nu gezien wordt als de Vier Boeken: de Gesprekken van Confucius (Lunyu), de Mencius, de Grote Leer (Daxue) en de Doctrine van het Midden (Zhongyong) en de Vijf Klassieken: het Boek der Liederen (Shijing), het Boek der Documenten (shujing), het Boek der Veranderingen (I Ching of Yijing), de Lente en Herfst Annalen (Chunqiu) en de Riten (Li), die eigenlijk uit drie rituele handboeken bestaan: de Riten van Zhou (Zhouli), Regels en riten (Yili) en Optekeningen over de riten (Liji).
Zhu Xi schreef ook uitgebreide commentaren voor al deze klassieken. Zijn geschriften werden in zijn tijd niet hoog gewaardeerd. Later werden ze geaccepteerd als standaardcommentaren op de confucianistische klassieken.
Zhu Xi beschouwde de eerdere filosoof Xun Zi als een afvallige, omdat die het geloof van Confucius in de aangeboren goedheid van de mens had verlaten. Zhu Xi droeg bij aan de confucianistische filosofie door helder te verwoorden wat later de orthodoxe interpretatie van een aantal religies in taoïsme en boeddhisme zou worden.
Hij beargumenteerde dat alle dingen tot stand komen door twee universele elementen: levenskracht (qi), en wet of rationeel principe (li). De bron en som van li is de Tai chi, hetgeen betekent het Grote Ultieme. Volgens Zhu Xi veroorzaakt Tai Chi een beweging en verandering van qi in de fysieke wereld, resulterend in een opdeling van de wereld in de twee energiemodaliteiten (yin en yang) en de vijf elementen (vuur, water, hout, metaal en aarde).
In termen van li en qi lijkt het systeem van Zhu Xi sterk op de boeddhistische ideeën van li (wederom, principe) en shi (zaken, aangelegenheid), alhoewel Zhu Xi en zijn aanhangers ten strengste bestreden dat ze de boeddhistische ideeën kopieerden. In plaats daarvan, volgens hen, gebruikten ze de concepten zoals beschreven in het Boek der Veranderingen.
Volgens de theorie van Zhu Xi bevat elk fysiek object en elke persoon li, en staat daarom in contact met de Tai Chi. Wat bedoeld wordt met de menselijke ziel, geest of verstand is gedefinieerd als het Grote Ultieme (Tai Chi), of het ultieme regulerende principe aan het werk in een persoon.
Zhu Xi praktiseerde een vorm van dagelijkse meditatie vergelijkbaar met, maar niet gelijk aan, boeddhistisch dhyana of chan ding. Zijn meditatie vereiste niet het staken van alle gedachten als in het boeddhisme, maar werd beter gekarakteriseerd door stille introspectie die hielp bij het balanceren van de verschillende aspecten van iemands persoonlijkheid en maakte het mogelijk om te focussen op gedachte en concentratie. Zijn vorm van meditatie was van nature confucianistisch voor wat betreft de begaanheid met moraliteit. Hij geloofde dat dit soort van meditatie de mensheid dichter bij elkaar bracht en meer in harmonie.
De heer Zhu deed aan voorouderverering. Hij zag dit meer als een herdenking aan de voorouders.
De leer van Zhu Xi zou het Confucianisme domineren, alhoewel later andersdenkenden zouden opkomen, zoals Wang Yangming ruim twee eeuwen later.

## Engelse vertaling
- Zhu Xi, Basic Teachings, vert. Daniel K. Gardner, 2022. ISBN 9780231206327

- Bibsys: 90081411
- Biblioteca Nacional de España: XX974290
- Bibliothèque nationale de France: cb11929676b (data)
- CiNii: DA00486106
- Gemeinsame Normdatei: 118817620
- International Standard Name Identifier: 0000 0001 2130 9654
- Library of Congress Control Number: n81008179
- Nationale Bibliotheek van Letland: 000222372
- National Central Library: 002186231
- Bibliotheek van het Japanse parlement: 00312779
- Nationale Bibliotheek van Tsjechië: jn20031021030
- Nationale bibliotheek van Australië: 36730719
- Nationale Bibliotheek van Israël: 987007259729405171
- Nationale Bibliotheek van Polen: a0000001963498
- Nationale en Universitaire bibliotheek Zagreb: 000588623
- Nederlandse Thesaurus van Auteursnamen: 140664076
- Réseau des bibliothèques de Suisse occidentale: 02-A000182254
- Istituto Centrale per il Catalogo Unico: RMLV040566
- LIBRIS: 181691
- SNAC: w6pv924p
- Système universitaire de documentation: 027203786
- Trove: 1438580
- Virtual International Authority File: 46768804
- WorldCat: E39PBJd3J86J8mfdDGxvk6CG73